# کوکی نگی
کوکی نگی (انگلیسی: Koki Negi؛ زادهٔ ۱۷ مهٔ ۲۰۰۰) بازیکن فوتبال اهل ژاپن است.
از باشگاه‌هایی که در آن بازی کرده‌است می‌توان به باشگاه فوتبال سرزو اوساکا اشاره کرد.